# Gaydisco
Gaydisco är en typ av discomusik som uppstod i slutet av 1970-talet. Artisterna var i allmänhet homosexuella män, och det var inom bögkulturen som låtarna blev mest populära.

## Gaydiscogrupper
- Village People
- Alcazar